# Морозова, Зинаида Григорьевна
Зинаида Григорьевна Морозова (урождённая Зиновия Григорьевна Зимина, в третьем браке Рейнбот (после начала 1-й Мировой войны — Резвая); 1867, Орехово-Зуево — 1 сентября 1947, Ильинский, Московская область) — русская благотворительница, вдова и наследница Саввы Морозова, пайщица Московского художественного театра.
Хозяйка подмосковных усадеб Горки и Рубцово, а также известного дома на Спиридоновке.

## Биография

### Происхождение
Хотя Морозовы и считали её «безродной разводкой», Зиновия Григорьевна Зимина родилась в купеческой старообрядческой семье. Её дед, Ефим Степанович Зимин, числился купцом второй гильдии Павловского Посада. С 1860-х годов он торговал мануфактурным товаром в Москве, что позволило ему в 1866 году быть записанным во вторую гильдию московского купечества в качестве иногороднего предпринимателя. После смерти отца дело унаследовал её отец Григорий Ефимович, который торговал на Кокоревском подворье продукцией семейной красильно-ткацкой фабрики. Он был богородский купец 2-й гильдии, позже причисленный к московскому купечеству. Имя её матери обычно не называется, однако исследовательница А. Бирюкова предполагает, основываясь на списках раскольников Зуева, что ее звали Елена Дмитриевна (девичья фамилия неизвестна).

### Первый брак
Она получила домашнее воспитание, увлекалась музыкой и театром.
В семнадцать лет родители выдали её замуж за Сергея Викуловича Морозова (1860—1921), который принадлежал к линии «Викуловичей» известной купеческой семьи. Его отец, Викула Елисеевич, был владельцем мануфактуры в Никольском «Т-во Викулы Морозова с сыновьями». Все члены этой большой семьи были «старообрядцы, „беспоповцы“, кажется, поморского согласия, очень твёрдые в старой вере. Все были с большими чёрными бородами, не курили и ели непременно своей собственной ложкой».
Брак не был счастливым; Зинаида Григорьевна вспоминала: «Он очень меня любил, но всегда мне говорил: „Я тебе не пара“. Он был немного странный человек, и я его любила, как друга». Такие взаимоотношения были заметны и для окружающих, одна из современниц Морозовых писала: «Не думаю, чтоб любовь была. Просто она была очень бойкая, энергичная, а он слабохарактерный, нервный очень. И очень хорош собою, волосы хорошие. Чем-то на француза походил».
Развод, инициатором которого выступила 19-летняя Зинаида Григорьевна, состоялся 26 января 1887 года.

### Второй брак

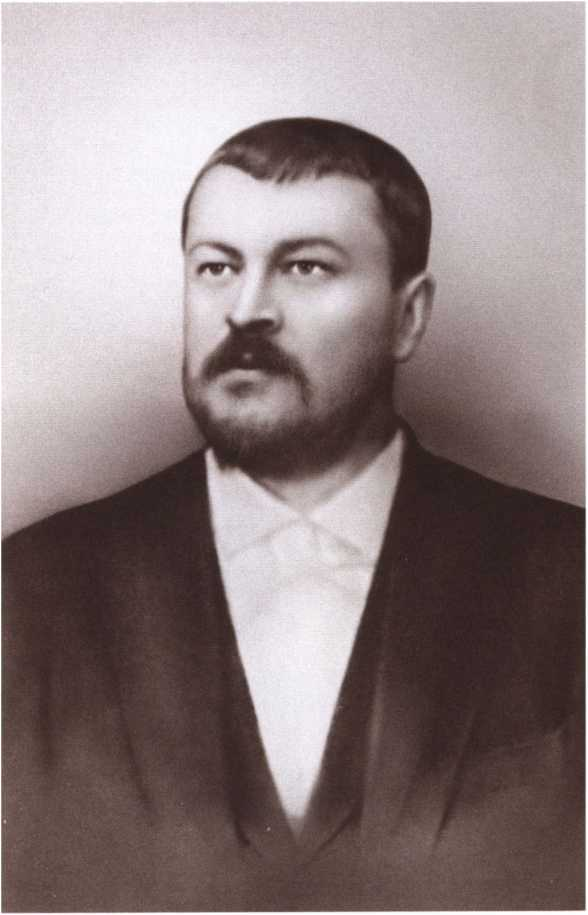
Савва Морозов

Знакомство Зинаиды Григорьевны с Саввой Тимофеевичем Морозовым случилось во время её первого венчания, на котором он присутствовал в качестве родственника жениха — он приходился Сергею Викуловичу двоюродным дядей; его отец, Тимофей Саввич (1823—1889), был основателем другой линии Морозовых — «Тимофеевичей», владевших Никольской мануфактурой по производству хлопчатобумажных тканей.
Однажды Савва Тимофеевич отправил супругам приглашение на один из вечеров, устраивавшийся в «Клубе служащих» Никольской мануфактуры, но Сергей Морозов предпочёл отправиться на охоту, а Зинаида, «проявив упрямство и своенравие», пришла без сопровождения. Выступая в качестве хозяина, Савва Тимофеевич проводил гостью в зал. А уже вскоре до матери Саввы Тимофеевича, Марии Фёдоровны, начали доходить слухи о тайных встречах сына с Зинаидой Григорьевной. Чувства их были взаимны и сильны, но решиться на развод ей, воспитанной в строгой вере, было не просто, сама она писала в воспоминаниях: «Когда началась моя любовь к Савве Тимофеевичу, мы с Серг[еем] Викул[овичем] были в Крыму, мне было 18 л[ет], и я, не будучи плаксивой, целые дни плакала и не знала: решаться ли мне на развод…»
После развода Зинаиды прошло почти полтора года, когда беременность Морозовой поставила их перед необходимостью узаконить свои отношения. Для родителей Саввы, и до того выступавших против связи с «разводкой», эта новость была «как гром среди ясного неба». Женитьба на разведённой у старообрядцев считалась «грехом и позором», бросавшим тень не только на новобрачных, но и их родственников. Со слов Зинаиды Григорьевны: «Когда разъехались мы с Сергеем да пошла я по второму разу под венец… сказал родитель: „Мне бы, дочка, легче в гробу тебя видеть, чем такой позор терпеть“». Мария Фёдоровна встретила новость словами, которые Савва вспоминал потом с «обидой»: «Да уж порадовал ты меня, Саввушка. Первый жених на Москве, а кого в дом привел… Что бесприданница твоя Зиновия — ещё полбеды, разводка — вот что плохо».
Бракосочетание 26-летнего жениха и 21-летней невесты состоялось 24 июня 1888 года. В качестве подарка Савва Тимофеевич приобрёл дом на Большой Никитской на имя Зинаиды Григорьевны, где молодые проживали отдельно от родителей. Позднее в 1898 году они продали дом фабриканту В. А. Балину (1878—1938), который его полностью перестроил. Почувствовав, что в новом круге общения ей не хватает образования, «Зинаида Григорьевна окружила себя учителями французского и английского и очень быстро, благодаря природным способностям, превратилась в достаточно образованную женщину». Современники так отзывались о характере Зинаиды Григорьевны: «Присущее ей чувство юмора, чувство русского эмоционального восприятия жизни, уверенность в своей правоте и небоязнь сказать прямо в глаза человеку то, что она о нём думает, сохраняя при этом добрые с ним отношения, её жажда жизни делали её необыкновенной». Староверское имя Зиновия она сменила на более светское Зинаида. Красавицей она не была, но умение подать себя и природное обаяние делали её притягательной для мужчин. Ей нравилось «выходить в свет», участвовать в многолюдных мероприятиях — балах, приемах, благотворительных концертах, причём стремление быть первой не раз ставило её мужа в неловкое положение. Так в 1896 году во время Нижегородской Всероссийской выставки, которую посетила императорская чета, шлейф Зинаиды Григорьевны оказался длиннее, чем у императрицы Александры Федоровны, что являлось серьезным нарушением этикета.

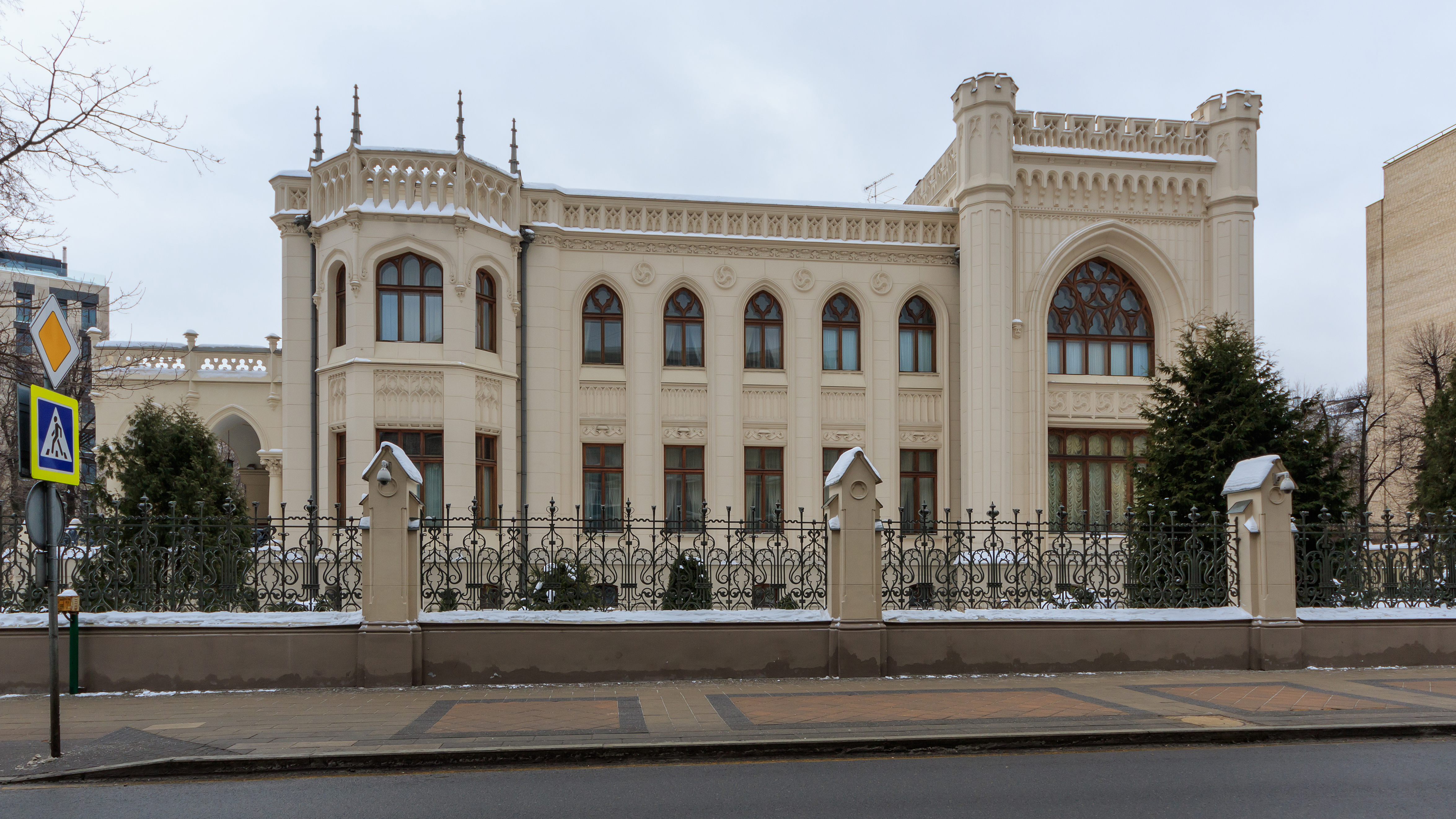
Особняк Зинаиды Морозовой

Желание попасть в круг избранных приводило к многочисленным тратам, но для любимой жены С. Т. Морозов не жалел никаких средств. В начале 1890-х годов он купил на Спиридоновке барский особняк с садом и оформил его на имя жены. Перестройкой дома занялся Федор Шехтель. По случаю новоселья был устроен грандиозный бал, который долго обсуждала вся Москва. Князь С. А. Щербатов писал:
Таким интересным явлением был вновь выстроенный дворец огромных размеров и необычайно роскошный в англо-готическом стиле на Спиридоновке богатейшего и умнейшего из купцов Саввы Тимофеевича Морозова … Я с отцом поехал на торжественное открытие этого нового московского „чуда“. На этот вечер собралось все именитое купечество. Хозяйка, Зинаида Григорьевна Морозова …большого ума, с прирожденным тактом, ловкая, с вкрадчивым выражением черных умных глаз на некрасивом, но значительном лице, вся увешанная дивными жемчугами, принимала гостей с поистине королевским величием.
Стремление первенствовать приводило к насмешкам: за глаза Морозову называли «кривлякой» (выражение В. И. Немировича-Данченко). Её салон был широко известен в Москве и посещаем как художниками, артистами, писателями, так и аристократами, при этом сам Савва Тимофеевич на приёмах отсутствовал, ссылаясь на занятость. А. П. Чехов писал своей жене 13 февраля 1902 года: «Зачем Морозов Савва пускает к себе аристократов? Ведь они наедятся, а потом, выйдя от него, хохочут над ним, как над якутом. Я бы этих скотов палкой гнал». Зинаида Григорьевна искренне восхищалась творчеством и личностью А. П. Чехова. Известен эпизод, описанный ею в воспоминаниях: «Я восхищалась его рассказом „Душечка“, вышила Чехову подушечку с надписью „За Душечку“ и послала ее ему в Ялту. В письме, которое теперь утрачено, Чехов ответил мне: „Моя Душечка не стоит такой подушечки“; тут же он мне писал, что многие строгие дамы были недовольны его рассказом: „Пишут мне сердитые письма“.» Действительно, подушечка, вышитая руками З. Г. Морозовой и поныне хранится в фондах ялтинского музея писателя.
Много сил и средств Зинаида Григорьевна посвятила благотворительной деятельности: устраивала благотворительные концерты, приёмы, вербные базары, участвовала в деятельности благотворительных комитетов. П. А. Бурышкин вспоминал: «Мне доводилось с ней встречаться по городским благотворительным делам. Помню один комитет, где она с большим искусством председательствовала». Морозова занималась сбором средств в пользу раненых воинов-участников Первой мировой войны, состояла почётным членом 2-го Тверского попечительства о бедных. В 1913 году на деньги Зинаиды Григорьевны был построен дом дешёвых квартир имени С. Т. Морозова.

Постепенно несходство характеров стало сказываться на отношениях супругов. Стремящаяся блистать Зинаида Григорьевна и нуждающийся в покое Савва Тимофеевич всё больше отдалялись друг от друга. В начале 1900-х Морозов увлекся революционными идеями. Марк Алданов писал: «Савва Морозов субсидировал большевиков оттого, что ему чрезвычайно опротивели люди вообще, а люди его круга в особенности». Ещё одним увлечением стало создание театра, на что Морозов употребил немало сил и денег. Здесь он познакомился с актрисой Марией Фёдоровной Андреевой, в доме которой вскоре стал частым гостем. К. С. Станиславский писал Андреевой: «Но знаете ли, до какого святотатства Вы доходите?… Вы хвастаетесь публично перед почти посторонними тем, что мучительно ревнующая Вас Зинаида Григорьевна ищет вашего влияния над мужем. … Если бы Вы увидели себя со стороны в эту минуту, Вы бы согласились со мной…». С середины 1903 года у Андреевой начался роман с Максимом Горьким, а Савва Тимофеевич вернулся к жене, только что родившей ему второго сына. 

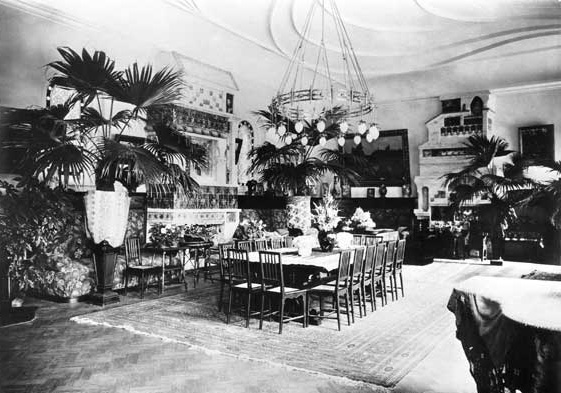
Обстановка дома Морозовой в Покровском-Рубцове

В 1905 году по Москве поползли слухи о сумасшествии Морозова. По настоянию Зинаиды Григорьевны и Марии Федоровны были приглашены известные медики: невропатолог Г. И. Россолимо, врачи И. И. Селивановский и Ф. А. Гриневский. 15 апреля 1905 года они вынесли свой вердикт, что у С. Т. Морозова наблюдается «тяжелое общее нервное расстройство, выражавшееся то в чрезмерном возбуждении, беспокойстве, бессоннице, то в подавленном состоянии, приступах тоски и проч[ем]». М. Ф. Андреева ещё 13 апреля отмечала: «Мать и 3инаида Григорьевна объявят его сумасшедшим и запрячут в больницу. Думала поехать к нему, но уверена, что это будет для него бесполезно». 17 апреля С. Т. Морозов с супругой и в сопровождении доктора H. Н. Селивановского выехал из России сначала в Берлин, а затем на юг Франции, в Канны. Там в 13 мая 1905 года Морозов был найден женой мёртвым. Тело Саввы Тимофеевича было доставлено в Москву Зинаидой Григорьевной и племянником А. Г. Карповым (сыном сестры Анны Тимофеевны и профессора Г. Ф. Карпова).
По духовному завещанию Морозова Зинаида Григорьевна получила основную часть наследства. К ней перешли недвижимость и ценные бумаги, она стала владелицей заводов и рудников на Урале, помещицей Владимирской и Московской губерний. Богатую вдову князь Долгоруков приглашал вступить в партию кадетов, на что Морозова с присущей ей житейской смекалкой отвечала, что «ни в какую партию не пойдет…, когда будут просить на дела партии, будет трудно отвечать, что денег нет».

### Третий брак
Венчание 39-летнего генерал-майора свиты Его Императорского Величества Анатолия Анатольевича Рейнбота и 40-летней вдовы Зинаиды Григорьевны Морозовой состоялось 7 августа 1907 года в Николаевской церкви села Лысцева Тульской губернии. Т. А. Аксакова-Сиверс вспоминала: «В начале 1907 года градоначальник А. А. Рейнбот приехал на Пречистенский бульвар с визитом со своей новой женой — он только что вступил в брак с известной всей Москве вдовой Саввы Морозова — Зинаидой Григорьевной. Это была женщина бальзаковского возраста, прекрасно одевавшаяся и умевшая быть приятной, когда хотела; при этом она была всегда довольно бесцеремонна, говорила нараспев с оттенком „nonchalance“». Большинство увидело в этом браке расчёт: честолюбивая вдова-миллионерша получала дворянство и возможность быть принятой в высшем обществе, Рейнбот — решение денежных проблем. Т. А. Аксакова называла этот брак, осложнивший жизнь Морозовой, нелепым. Ю. А. Бахрушин писал в «Воспоминаниях»: «Это превращение мало отразилось на судьбе Зинаиды Григорьевны в среде московского большого света. Будучи вдовой, она мало появлялась в обществе, а теперь, благодаря своему замужеству, отстав от своих и не пристав к чужим, почти окончательно порвала с московским купечеством, и её можно было лишь увидать на театральных премьерах».

В Крыму в посёлке Новый Мисхор, владельцев П. П. Шувалова и его жены Елизаветы Владимировны З. Рейнбот имела участок и дачу. 

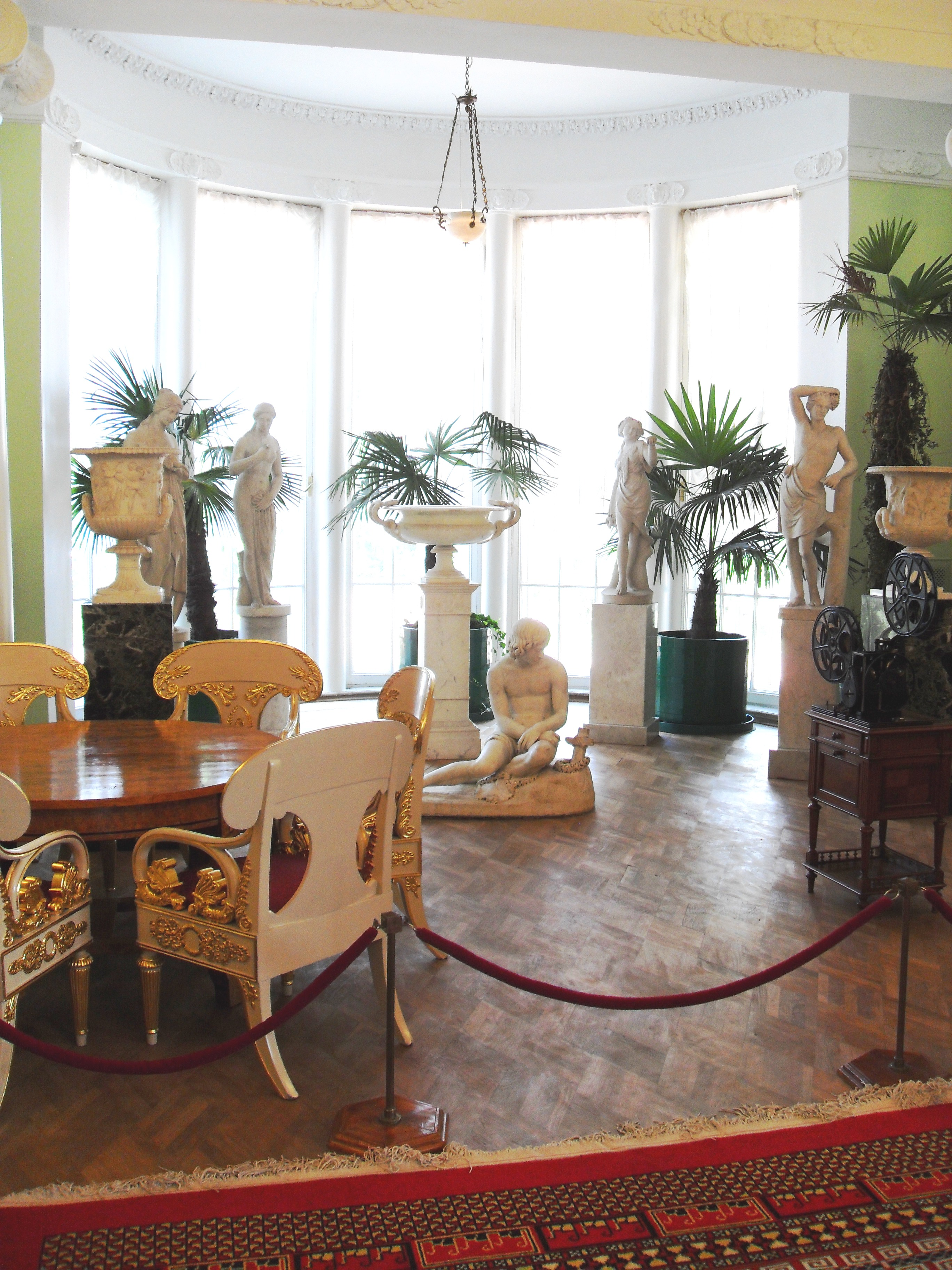
Комната дома Морозовой в Горках

В 1909 году Зинаида Григорьевна продала дом на Спиридоновке предпринимателю Михаилу Рябушинскому и приобрела имение «Горки» Подольского уезда. По желанию Морозовой главный дом был подвергнут перестройке. Реконструкцию, по некоторым предположениям, также выполнял архитектор Ф. О. Шехтель. К дому были пристроены зимний сад и большая летняя терраса. Для обстановки сюда были доставлены вещи из проданного дома, а также мебель и картины из Покровского-Рубцова, имения перешедшего к старшему сыну Тимофею. В комнатах находились коллекции мейсенского фарфора и прекрасная дворцовая мебель Росси, на стенах висели картины старых и современных мастеров И. Макарова, В. Серова, И. Левитана и других. В усадьбе было обустроено образцовое хозяйство. В домах были устроены паровое отопление, электричество, водопровод. Во вновь отстроенной оранжерее были высажены экзотические для средней полосы фрукты и редкие цветы, разбит фруктовый сад и высажены ягодники. Немалый доход приносили молочный скот и элитная пшеница, которые были удостоены медалей на сельскохозяйственных выставках. В 1915 году в имении был построен храм Покрова Пресвятой Богородицы.
В 1911 году Рейнбота обвинили в хищении казны, что привело к скандальной отставке. Дело градоначальника А. А. Рейнбота слушалось в здании Московских Судебных Установлений в судебном заседании Правительственного сената с 28 апреля по 17 мая 1911 года. Благодаря лучшим адвокатам (Н. П. Карабчевский, К. А. Минятов), которых нанимала Зинаида Григорьевна, дело удалось устроить с наименьшими потерями.
В мае 1912 года Рейнбот подал прошение в Московское депутатское дворянское собрание с просьбой внести в родословную книгу Московской губернии его жену и выдать ей документы о дворянстве. С 1914 года Зинаида Григорьевна получила право носить фамилию Резвая. С началом войны некоторые граждане, носившие немецкие фамилии, пожелали переменить их на русские. Рейнбот также подал на Высочайшее имя прошение о присвоении ему фамилии бабушки Надежды Павловны, урождённой Резвой, которое было удовлетворено. В 1916 году по инициативе Зинаиды Григорьевны супруги расстались.

### Последние годы
После революции всё имущество Морозовой было национализировано. В марте 1918 года представителем земельного комитета Сухановской волости Подольского уезда П. Масоловым и бывшим управляющим имением Р. Зандовским была составлена опись имущества, инвентаря и земельных угодий. Зинаида Григорьевна предпринимала попытки вернуть себе имение, но все её обращения к бывшим знакомым не имели результата. Одна из попыток едва не привела к аресту, губернский земельный комитет вынес решение, что «в целях выяснения возможностей этого дела необходимо сейчас же арестовать гражданку Резвую (Рейнбот)».
Зинаида Григорьевна жила в Москве в Староконюшенном переулке до 1924 года, потом перебралась в село Ильинское. Не имея средств к существованию, она была вынуждена продавать немногочисленные вещи и украшения, оставшиеся в её распоряжении. В 1927 (по другим данным в 1930) году ей была назначена пенсия в 120 рублей, благодаря поддержке В. И. Немировича-Данченко, за вклад её супруга в создание театра.
Зинаида Григорьевна скончалась и была похоронена в селе Ильинском, а затем перезахоронена на старообрядческом Рогожском кладбище в семейном склепе Морозовых.

## Дети

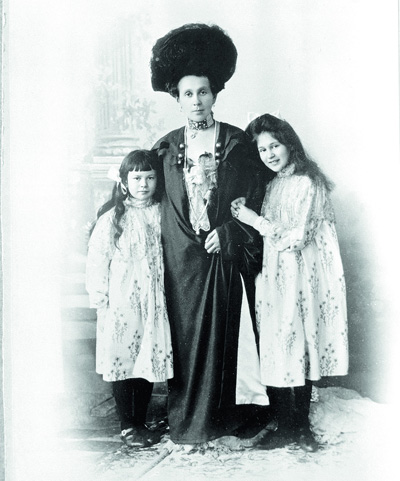
Зинаида Григорьевна с дочерьми Марией и Еленой

Во втором браке с Саввой Тимофеевичем Морозовым родилось 4 детей:
1. Тимофей Саввич (1888—21.02.1921) — выпускник московского факультета Московского университета, попечитель Коммерческого училища и Московского старообрядческого института. Его жена Татьяна Николаевна[17]. Расстрелян большевиками в Ростове-на-Дону. Его сын Савва (15 августа[17] 1911—1995), почётный полярник, в 1979 году опубликовал в издательстве «Молодая гвардия» роман «Люди и льды».
2. Мария Саввишна (1890—1934) — супруга Ивана Орестовича Курлюкова (из семьи «бриллиантщиков»). Вскоре с ним разошлась; занималась благотворительностью, была очень добрая, но какая-то странная, видимо не совсем нормальная: любила выступать на благотворительных вечерах в балетных танцах[4]. После 1917 года работала в Наркомпросе, в конце жизни заболела психически.
3. Елена Саввишна (1895—после 1947) — в браке Стукен. Муж — Борис Владимирович Стукен, врач, из семьи крупных фабрикантов шведского происхождения[1]. В 1920-е годы эмигрировала в Финляндию, последние письма родственникам пришли из Бразилии в 1947 году[1].
4. Савва Саввич (1903—1964), инженер-мостовик, был неоднократно репрессирован; умер в Москве и был похоронен под одним надгробием с матерью.

### Комментарии
1. ↑  П. А. Бурышкин в своей книге «Москва купеческая» записал другую версию её происхождения: «Савва Тимофеевич был женат на бывшей работнице Никольской мануфактуры, где она в своё время была присучальщицей». Сначала она вышла замуж за одного из фабрикантов из семьи Зиминых, овдовела, и потом на ней женился Савва Тимофеевич[4]
2. ↑  Т. А. Аксакова-Сиверс пишет, что начальник санитарной части  принц Александр Петрович Ольденбургский, при котором состоял Рейнбот, будучи недовольным последним, кричал: «Подайте мне сюда этого урождённого Рейнбота!»[12]